# Pardosuchus whaitsi
Pardosuchus whaitsi és una espècie extinta de sinàpsid de la família dels escilacosàurids que visqué al sud d'Àfrica durant el Permià mitjà, fa entre 259,5 i 264,3 milions d'anys. Se n'han trobat restes fòssils a la província sud-africana del Cap Occidental. Es tracta de l'única espècie del gènere Pardosuchus. Era un animal carnívor. Era un escilacosàurid menut, amb un crani que no devia passar de 17 cm de llargada a la base. Tenia el musell curt. El nom genèric Pardosuchus significa ‘cocodril lleopard’, mentre que el nom específic whaitsi fou elegit en honor del reverend John H. Whaits.